# Президент Афганістану
У статті подано список правителів Афганістану з моменту скасування монархії 1973 року дотепер.